# Ontario (manzana)
Ontario es una  variedad cultivar de manzano (Malus domestica). Criado por Charles Arnold en París, Ontario, Canadá, alrededor de 1820. Esta manzana aunque es originaria de Canadá, lleva muchos años cultivandose comercialmente en Aragón. Recibió el Premio al Mérito de la Royal Horticultural Society en 1898. Las frutas tienen una carne crujiente y jugosa con un sabor subacido. Cocina bien, rompiendo por completo. Tiende a magullar fácilmente.

## Sinónimos
- "Ontarioapfel".[7]

## Historia
'Ontario' es una variedad de manzana, desarrollada por Charles Arnold de París, Ontario (Canadá) al cruzar 'Wagener' con polen del 'Northern Spy. Introducido para su cultivo en 1820. Puede ser la primera manzana registrada criada en Canadá.
'Ontario' se cultiva en la National Fruit Collection con el número de accesión: 1923 - 058 y Accession name: Ontario.
'Ontario' es el parental-madre de la variedades cultivares de manzana:
- Schweizer Orange
- Juno.[7]

'Ontario' es origen de Desportes, nuevas variedades de manzana:
- Ontario (4n)
- Geneva Ontario[7]

## Características
'Ontario' tiene un tiempo de floración que comienza a partir del 7 de mayo con el 10% de floración, para el 12 de mayo tiene una floración completa (80%), y para el 19 de mayo tiene un 90% caída de pétalos.
'Ontario' tiene una talla de fruto es de mediano a grande; forma amplia globosa cónica; con nervaduras fuertes; epidermis con color de fondo verde amarillo, con sobre color rojo en una cantidad media-alta, con sobre patrón de color moteado / lavado, "russeting" (pardeamiento áspero superficial que presentan algunas variedades) muy bajo; carne muy firme, textura de la pulpa gruesa y color de la pulpa blanco, la fruta tiene una carne crujiente y jugosa con un sabor subacido.
Su tiempo de recogida de cosecha se inicia a finales de octubre. Tiende a magullar fácilmente.

## Usos
Se utiliza como manzana de mesa, a menudo se usa para pasteles y otras delicias de manzana. Cocina bien, rompiendo por completo.
Recomendado para el huerto familiar, irrelevante en el cultivo comercial de frutas en la actualidad.

Manzanas 'Ontario'
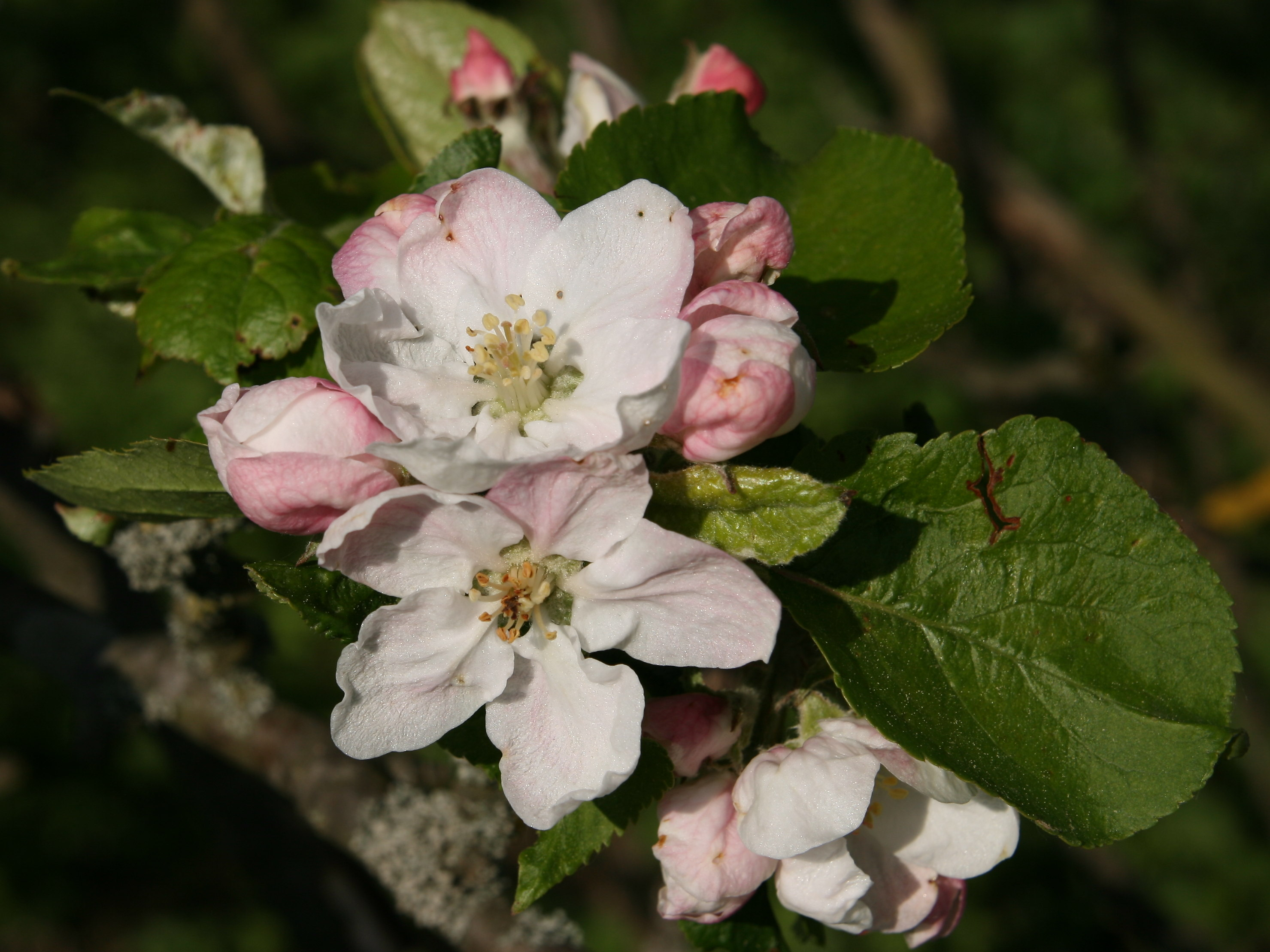
Las flores de la manzana 'Ontario'.
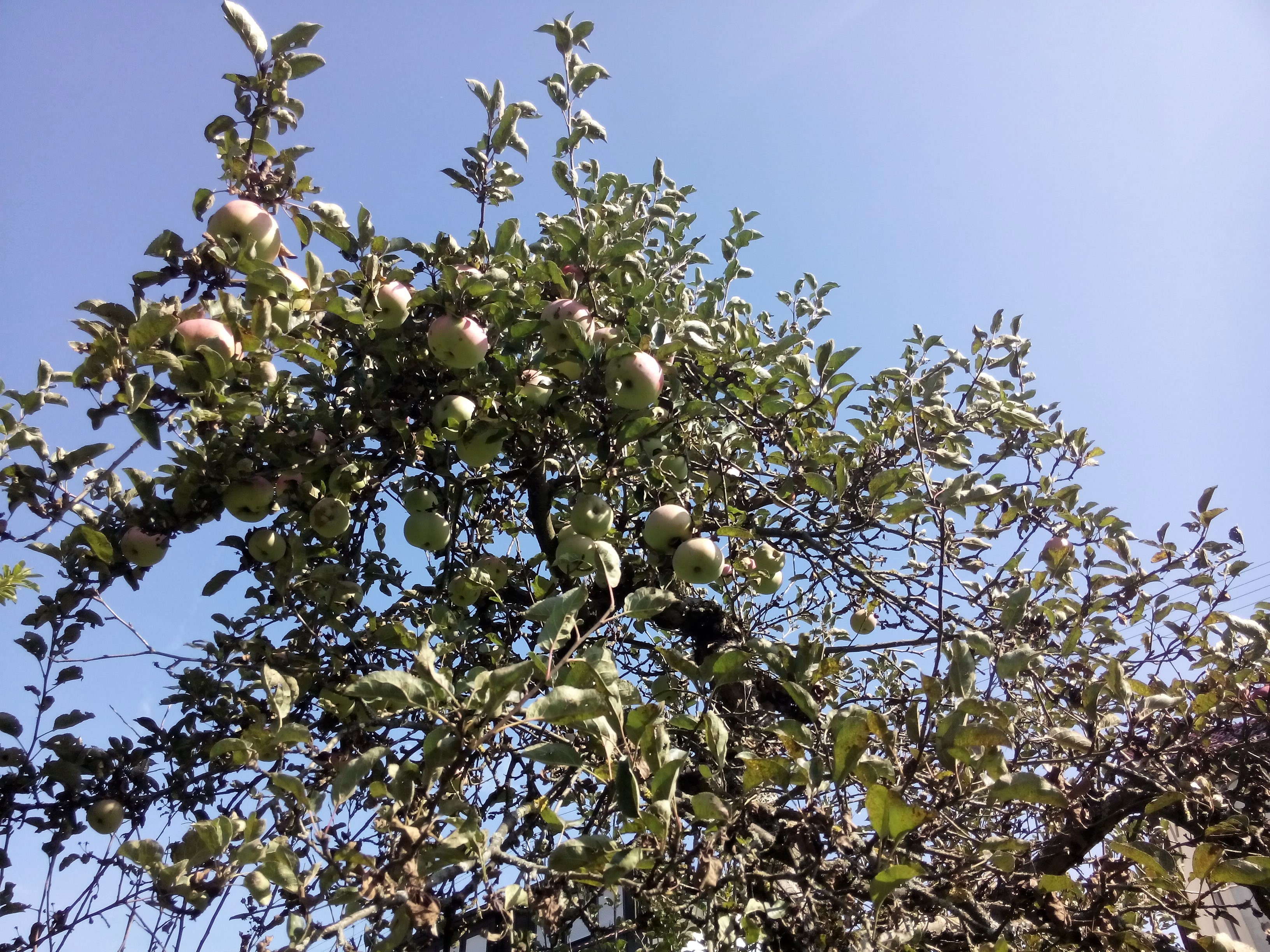
Copa del árbol de manzano 'Ontario'.
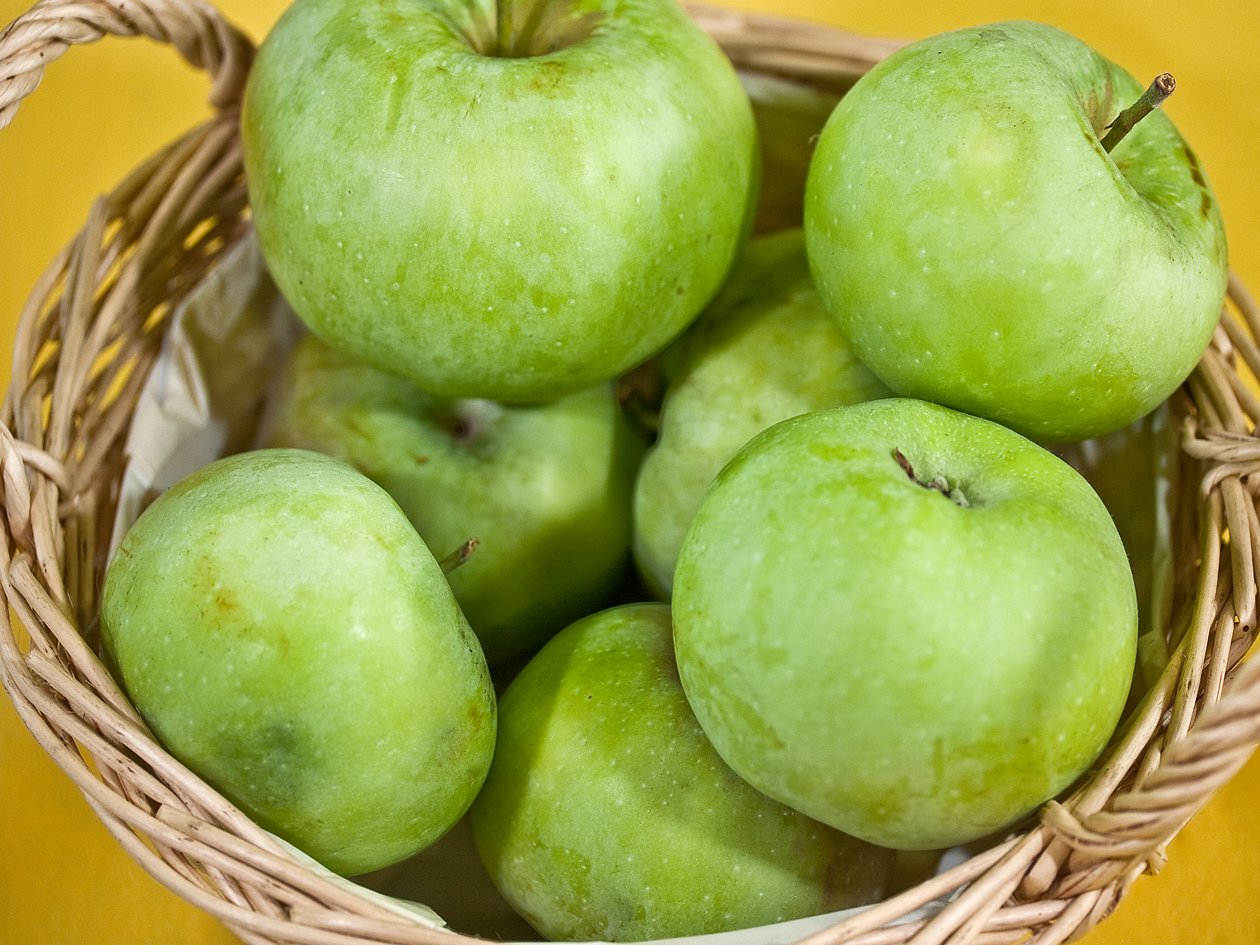
Manzanas 'Ontario'.
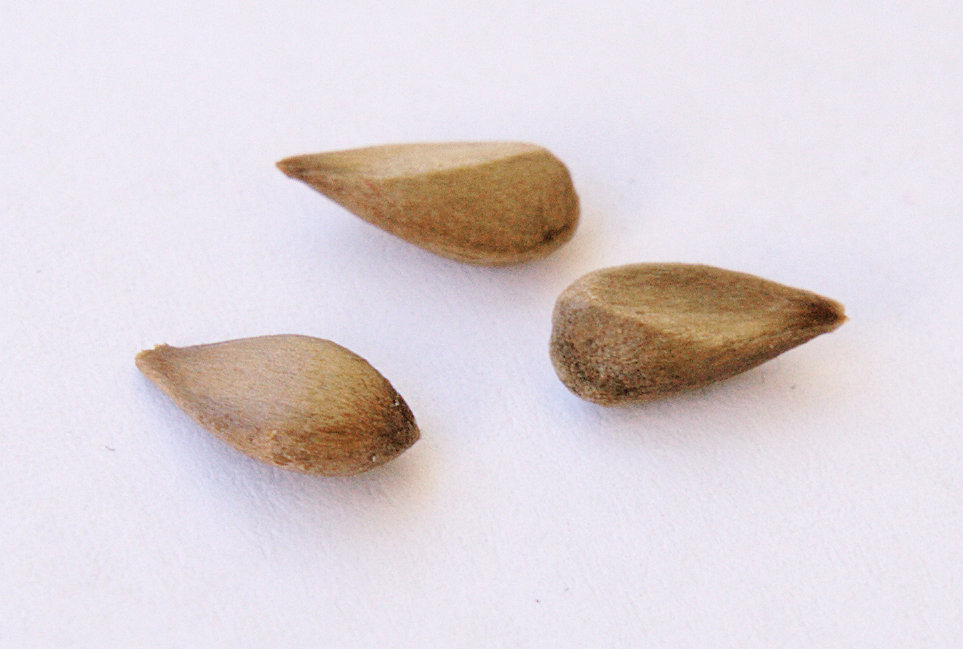
Semillas de manzanas 'Ontario'.